# Симоненко, Алексей Юрьевич
Алексей Юрьевич Симоненко (укр. Олексій Юрійович Симоненко; род. 18 сентября 1976, Чугуев, Харьковская область) — исполняющий обязанности Генерального прокурора Украины с 17 июля 2022 года по 27 июля 2022, полковник юстиции.

## Биография
В 1998 году окончил Национальную юридическую академию Украины имени Ярослава Мудрого по специальности «Правоведение», квалификация юрист.
С мая 1998 по март 2006 года работал в органах прокуратуры города Киева в качестве стажёра на должности помощника прокурора, следователя прокуратуры Ватутинского района Киева; следователя прокуратуры Деснянского и Оболонского районов Киева; старшего помощника прокурора, старшего следователя прокуратуры Оболонского района Киева.
С марта 2006 по май 2010 года работал в органах прокуратуры Киевской области на должностях следователя по особо важным делам следственного отдела следственного управления прокуратуры Киевской области; старшего помощника прокурора Киевской области по вопросам правового обеспечения; начальника следственного отдела следственного управления; заместителя начальника, начальника отдела надзора за расследованием уголовных дел следователями органов прокуратуры следственного управления прокуратуры Киевской области.
С мая 2010 по июнь 2018 года проходил службу в органах Службы безопасности Украины на должностях офицерского состава.
С 27 марта 2020 года — заместитель Генерального прокурора. С 17 июля 2022 — исполняющий обязанности Генерального прокурора Украины.
На июль 2022 года состоит в базе «Миротворец» за якобы фальсификацию доказательств виновности Петра Порошенко в уголовных делах.

## Награды и почётные звания
- «Заслуженный юрист Украины» (24 марта 2011)[3].
- Почётная грамота Верховной рады Украины[укр.].